# Салагаево
Салага́ево (чув. Ҫӑлпуҫ) — деревня в Янтиковском районе Чувашской Республики. Входит в состав Янтиковского сельского поселения.

## Географическое положение
Расположена на берегах реки Аль. Рассояние до районного центра села Янтиково составляет 3 км, до города Чебоксары 102 км.

## История
По карте за 1867 год деревня Салагаево значится как Большая Салагаева и указано в ней 93 двора. В других документах за 1781—1782 годы эта деревня называлась Тябердино при реке Аль, в ней проживал 151 крещёный чуваш. Название Салагаево значится в исторических документах с 1859 года. По историческим преданиям в деревне Салагаево и селениях Яншихово-Норваши и Алдиарово были участники Пугачёвского восстания. По историческим документам, почти все населённые пункты между рек Аль и Кубня были основаны служилыми татарами и чувашами. В преданиях сказывается, что первыми жителями этой деревни были Ярмулла (Ермолай), Техметы и Пушметы, которые переселились из других мест, спасались от врагов. В 1894 открыта земская школа. В 1929 году в деревне появился первый колхоз, который был назван «Родник».

## Известные люди
- Семён Михайлович Михайлов (в монашестве Симеон; 1874—1943) — епископ Русской православной церкви, викарий Владимирской епархии.
- Михайлов, Гавриил Михайлович — глава Чувашии.